# بطولة العالم للدراجات على المضمار 1914
بطولة العالم للدراجات على المضمار 1914 هي الدورة ال22 من بطولة العالم للدراجات على المضمار، أجريت في كوبنهاغن، الدنمارك.

## النتائج النهائية
| المسابقة                              | ذهبية                | فضية                | برونزية           |
| ------------------------------------- | -------------------- | ------------------- | ----------------- |
| الرجال                                |                      |                     |                   |
| السرعة الفردية                        |                      |                     |                   |
| سباق مطاردة الدراجة النارية للهواة    | Cor Blekemolen (NED) | جاك فان جينكل (BEL) | والتر ستلزر (GER) |
| سباق مطاردة الدراجة النارية للمحترفين |                      |                     |                   |